# Технологический утопизм

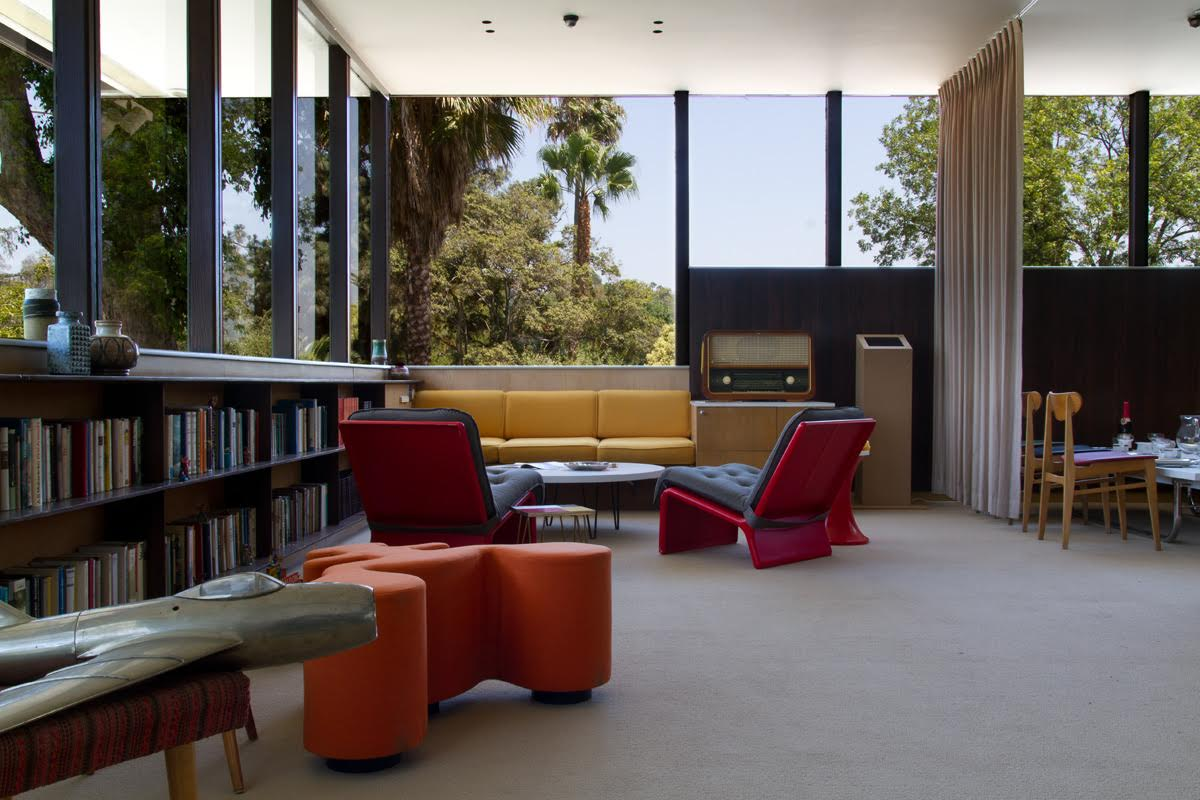
Социалистическая утопия — интерьер образцовой квартиры социалистических стран в экспозиции Венде-музея

Технологический утопизм (техно-утопизм; англ. Technological utopianism) — термин, относящийся к любой идеологии, основанной на убеждении, что достижения в области науки и техники в конечном счёте приведут к утопии или помогут реализовать тот или иной утопический идеал. Таким образом, технологическая утопия является идеальным обществом, в котором законы, государственные и социально-бытовые условия работают исключительно на благо всех граждан. Предполагается, что подобная утопия может быть установлена в ближайшем или далеком будущем, когда передовые науки и технологии сделают возможным существование подобного идеального уровня жизни, который может включать ресурсно-ориентированную экономику, преобразования в человеческой природе, прекращение страдания и даже бессмертие.
В конце XX — начале XXI вв., несколько идеологий и движений, таких как «контркультура киберделия» (англ. cybernetics — кибернетика и psychedelia — психоделия), «калифорнийская» идеология, трансгуманизм и концепция технологической сингулярности, появились в поддержку идей технологического утопизма. По утверждению культурного критика Имре Шеман, «технологический утопизм является иррациональной реальностью, так как в его поддержку не существует никаких доказательств». Он приходит к выводу о том, что современное общество слишком доверяет технологическому прогрессу в преодолении проблем, несмотря на все доказательства обратного.

## История

### Технологический утопизм XIX — середины XX вв.
Карл Маркс полагал, что наука и демократия являются правой и левой рукой того, что он называл «переходом от царства необходимости в царство свободы». Он утверждал, что достижения в области науки помогли избавиться от верховенства монархов и власти христианской церкви.
Либералы XIX века, социалисты и республиканцы часто являлись сторонниками техно-утопизма. Радикалы, например Джозеф Пристли, выступая за демократию, занимались научным исследованием. Роберт Оуэн, Шарль Фурье и Анри де Сен-Симон в начале XIX века вдохновили коммуналистов своим мотивированным видением будущего научно-технического развития человечества. Радикалы использовали теорию эволюции Дарвина для проверки идеи социального прогресса. Социалистическая утопия Эдварда Беллами в «Взгляд на прошлое», вдохновившая сотни социалистических клубов и национальную политическую партию в США в конце 19-го века, была так же высокотехнологична, как и воображение Беллами. Для Беллами и членов Фабианского общества, к социализму нужно было прийти как к безболезненный следствие промышленного развития.
Марксисты утверждали, что развитие технологии заложило основу не только для создания нового общества, с различными отношениями собственности, но и для появления новых людей соединённых с природой и с собой. Главной задачей набирающих силу пролетариев было «быстрейшее, насколько возможно, увеличение суммы производительных сил». Левые, начиная социал-демократами и заканчивая коммунистами, в XIX — начале XX вв, стремились к индустриализации, экономическому развитию и продвижению интеллекта, науки и идеи прогресса.
Некоторые технологические утописты продвигали идеи евгеники. Основываясь на исследованиях целых семей, Джук и Каликак, наука доказала, что многие черты, такие как склонность к преступлениям и алкоголизм передаются по наследству. Многие выступали за стерилизацию тех, кто демонстрировал отрицательные черты. Программы по насильственному сокращению деторождения были реализованы в нескольких штатах в США.
В таких работах как «Облик грядущего» Герберт Уэллс продвигал идеи технологического утопизма.
Ужасы XX-го века — диктатуры режимов, мировые войны — заставили многих отказаться от оптимизма. Холокост, по словам Теодора Адорно, казалось, разрушил идеал Кондорсе и других мыслителей эпохи Просвещения, которая обычно приравнивается к симбиозу научного и социального прогресса.

### Технологический утопизм конца XX — начала XXI вв.
«Голиаф тоталитарного контроля будет быстро повергнут Давидом микрочипа»
Рональд Рейган, The Guardian, 14 июня 1989
Движение техно-утопизма вновь расцвело культуре Дотком 1990-х годов, особенно на Западном побережье США, в районе Кремниевой долины. Калифорнийская Идеология являлась набором убеждений, сочетающих богемные и анти-авторитарных течения контркультуры 1960-х вместе с техно-утопизмом и поддержкой либертарианской экономической политики. Движение нашло поддержку, и даже активно продвигалось на страницах журнала Wired, основанного в Сан-Франциско в 1993 году, в течение ряда лет «библии» для приверженцев технологического утопизма.
Именно эта форма техно-утопизма отражает убеждение, что изменения в технологической сфере ведут за собой изменения в человеческой, и что цифровые технологии в частности — скромным предвестником которых в те времена был Интернет — приведут к повышению личной свободы, освободив человека от бюрократизма «большого правительства.»
Традиционная иерархия будет разрушена «работниками умственного труда»; цифровые коммуникации позволят им сбежать из современного города, «устаревшего остатка индустриальной эпохи».
Приверженцы утверждают, что технологический утопизм превосходит привычное деление на «право и лево» в политике, так как представляет саму политику устаревшей. Тем не менее, движение внезапно начало привлекать большое количество правых либертарианской. Из-за этого техно- утописты зачастую враждебны к государственному регулированию и не верят в превосходство системы свободного рынка. Видные представители движения того времени — Джордж Гилдер и Кевин Келли, редактор журнала Wired, который также опубликовал несколько книг.
Во время расцвета движения дот-ком в конце 1990-х, техно-утопизм тоже был популярен, но, в основном, у небольшой доли населения — сотрудников интернет-стартапов и тех, кому принадлежала большая часть высокотехнологичных компаний. Затем последовал биржевой крах, что заставило многих приверженцев движения несколько умерить некоторые из своих убеждений перед лицом возвращения традиционной экономической реальности.
В конце 1990-х и особенно в первое десятилетие XX-го века, идеи техно-реализма и техно-прогрессивизма стали вновь популярны среди сторонников технического прогресса как критической альтернативы техно-утопизму.
Тем не менее, благодаря новых технологическим разработкам и их влиянию на общество, технологический утопизм продолжает существовать и в XXI веке. Например, несколько журналистов и публицистов, специализирующихся в сфере технологий (такие как Марк Пеше), восприняли появление WikiLeaks и утечку дипломатических телеграмм США в начале декабря 2010, как причину для создания техно-утопического прозрачного общества. Кибер-утопизм, впервые придуманный Евгением Морозовым, является ещё одним примером, в частности, в отношении Интернета и социальных сетей.

## Принципы
Бернард Гендрон, профессор философии в Университете Висконсин-Милуоки, в конце XX — начале XXI вв. определил четыре принципа современных технологических утопистов следующим образом:
1. В настоящее время мы переживаем (постиндустриальную) революцию в технологии;
2. В постиндустриальную эпоху, технологический рост будет стабильным (как минимум);
3. В постиндустриальную эпоху, технологический рост приведёт к концу экономического дефицита;
4. Ликвидация экономического дефицита приведёт к ликвидации всех крупных социальных проблем.

## Критика
По мнению критиков, движение мало что может сказать о воздействии технологий на окружающую среду, и что его идеи имеют мало отношения к большей, относительно бедной, части мира.
В спорной статье «Реальность ограбила техно-утопистов», появившейся на сайте Wall Street Journal, Гордон Кровиц исследует понятие нарушения свободы слова при отключении социальных сетей для прекращения насилия. В результате беспорядков в нескольких британских городах, премьер-министр Великобритании Дэвид Кэмерон заявил, что правительство должно иметь активности, так как ситуацию необходимо сдерживать. Среди пользователей Твиттера был проведён опрос с целью выяснить, необходимо ли временно закрывать службу или дать возможность обсудить знаменитое телевизионное шоу The X Factor. Итог показал, что большинство выбрало The X Factor. Таким образом, негативным социальным последствием технологической утопии является настолько высокая привязанность общества к технологии, что мы просто не можем быть разделены даже для общего блага. И хотя многие приверженцы идей техно-утопии хотели бы верить в то, что цифровые технологии служат на общее благо, они также могут быть использованы во вред обществу. Философ Томас Гоббс отмечал, что без соблюдения правил упорядоченной свободы, жизнь является «одинокой, бедной, противной, жестокой и короткой», что можно отнести и к онлайн, и к реальному миру.
Помимо этого, критики включает беспокойство человеческого фактора, так как техно-утопия может уменьшить человеческий контакт, что приведёт к отдалению общества. Другой страх — степень доверия общества технологиям при сценарии техно-утопии. Подобную критику иногда называют анти-технологическая утопией или технологической антиутопией.
Даже сегодня можно наблюдать негативные социальные последствия идей технологической утопии. Опосредованные коммуникации, такие как телефонные звонки, обмен мгновенными и текстовыми сообщениями являются шагами к утопичному миру, в котором можно легко связаться с кем-либо, независимо от времени и местоположения. Тем не менее, опосредованная коммуникация стирает многие аспекты, необходимые для передачи сообщений. Большинство способов передачи текста, электронная почта и мгновенные сообщения передают меньше невербальных сигналов о чувствах говорящего, чем если то же самое сообщение передать лицом к лицу. Таким образом, сообщение легко может быть неправильно воспринято. При отсутствии интонации, языка тела и контексте обстановки, вероятность непонимания гораздо выше, что делает общение менее эффективным. На самом деле, опосредованные технологии можно отнести к признакам антиутопии, из-за вреда эффективному межличностному общению.